# 世界三大夜景
世界三大夜景為日本「夜景觀光Convention Bureau」主辦的專門研究夜景對旅遊業影響的夜景峰會，在日本舉行，主辦單位根據問卷及實地調查後決定結果。第一次結果為香港、北海道函館和意大利那不勒斯3处夜景的合稱。2012年10月5日，香港、長崎及摩納哥，獲得評委選為世界新三大夜景。

## 香港
香港是位於中國南部的城市，屬中國的特別行政區，在1997年以前為英國殖民地。現時是世界最重要的金融中心之一，素有「東方之珠」之稱，維多利亞港的夜景是香港著名地標，屬「世界三大天然良港」，而維港兩岸是香港最繁忙的中心商業區，入夜後兩岸的摩天大廈都會亮起五彩繽紛的燈光，加上大廈外牆的廣告牌及附近住宅的照明燈光，構成一片美麗的夜景，璀璨無比。2004年，香港旅遊事務署開始舉辦幻彩詠香江燈光匯演，列入健力士世界紀錄大全。
建築物中以兩岸最高的環球貿易廣場及國際金融中心最為突出。

香港是唯一兩次獲選為世界三大夜景的城市。

## 函館市
函館市是日本北海道南部的一個港口城市，位於渡島半島東南部的龜田半島上，東、南、西方分別被被津輕海峽和函館灣包圍，也是北海道連接本州的大門。人口上，函館市是北海道第三大城市，也是渡島支廳辦公室的所在地。因為三面環水，函館市的漁業相當發達，自古以來就是優良的漁港。從函館山可一眼望到整個函館市的夜景，被日本人譽為「百萬美元夜景」。和香港不同的地方是函館的夜景是近似對稱的，而香港則是立體。

## 那不勒斯
那不勒斯（又譯為那波利或拿坡里），是南意大利最大的港口城市。那不勒斯都會區的人口有大约380萬人，是僅次於米蘭和羅馬的意大利第三大都會區 和歐洲第15大都會區。那不勒斯始於前600年 ，以其豐富的歷史、文化、藝術和美食而著稱，那不勒斯歷史中心被聯合國教科文組織列為世界文化遺產。比薩餅就是起源於那不勒斯。音樂亦是那不勒斯文化中產生了廣泛影響的的一個重要組成部分，包括發明了浪漫吉他和曼陀林，以及對歌劇和拿波里民謠的重大貢獻。
那不勒斯灣的夜景和函館一樣，都是比較平面的，遊客可從山顶的嘉玛道理会隐修院觀看夜景。

## 長崎市
長崎市是日本九州長崎縣的縣廳所在地，1889年設市，也是日本西部的一個重要港灣城市，早於1570年開港，造船產業發達。由於在江戶時代的日本鎖國時期中，為日本唯一的國際貿易港口，與荷蘭、中國有密切的交流，因此受到西方影響較深，使得長崎擁有許多歐洲風格的建築。
長崎市市中心三面被山所環繞，因此許多住宅建於山坡地上，形成許多階梯式或位於斜坡的街道，丘陵地形造成的層次感，讓萬家燈火顯得甚為立體，加上長崎港的燈光點敍，並且可從多個角度欣賞，使長崎市的夜景獲得肯定。

## 摩納哥
摩納哥既是城市，亦是一個國家，其是位於歐洲的一個城邦國家，也是世界第2小的國家（僅大於梵蒂岡）。摩納哥地處法國東南部，除了靠地中海的南部海岸線之外，全境北、西、東三面皆由法國包圍，主要是由摩納哥舊城和隨後建立起來的週遭地區組成。作為世界上人口最稠密的國家之一，摩納哥也是一個典型的微型國家。
摩納哥主要的收入來源之一是旅遊業與博彩業，每年都有許多人被摩納哥的賭場和舒適氣候所吸引。
摩納哥的夜景得益於豪華遊輪停泊著美麗的港灣以及豐富的夜生活，包括賭場、的士高、酒吧、俱樂部、咖啡廳等，使摩納哥名副其實作為一個旅遊城市。

## 圖庫

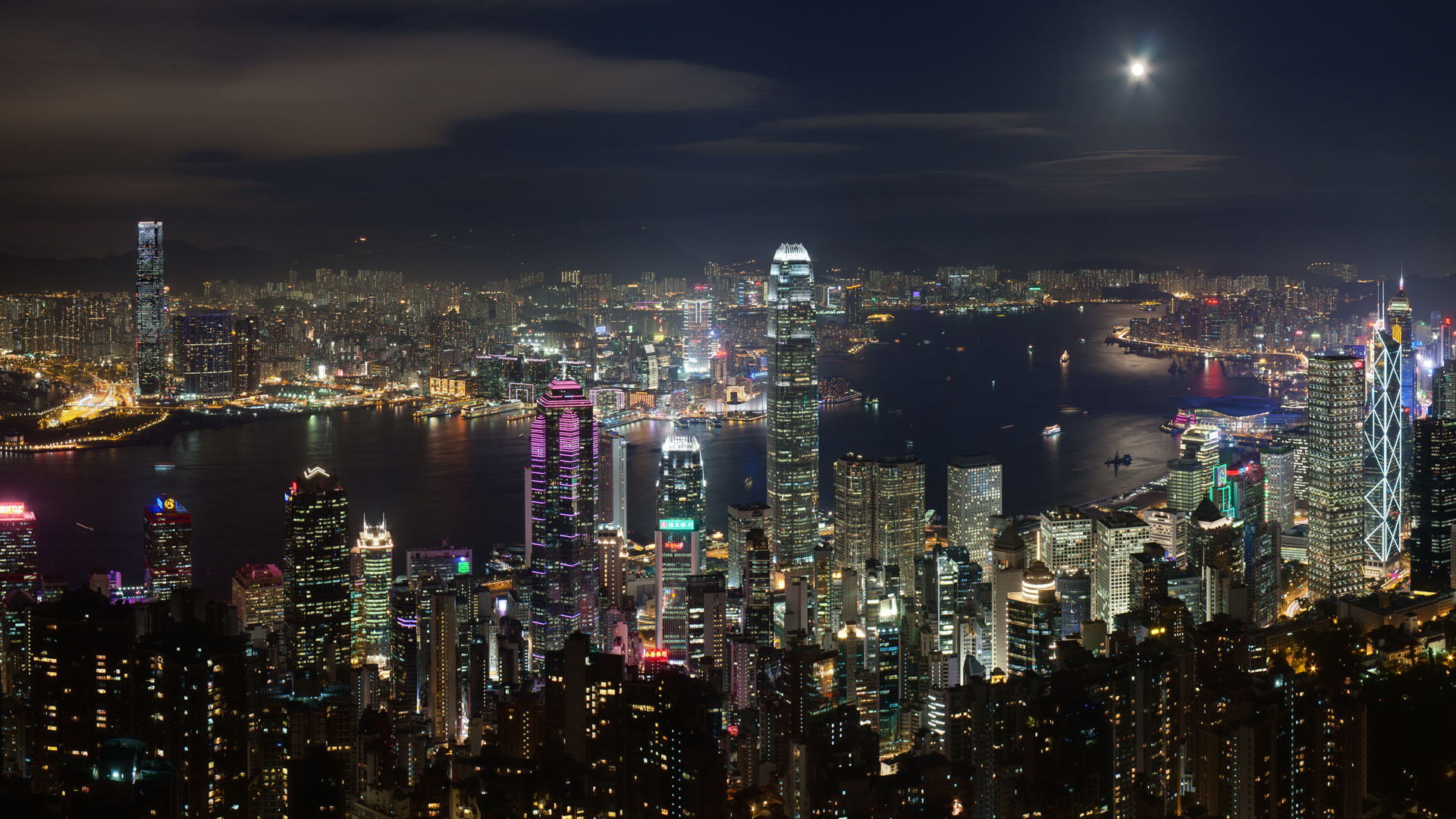
從太平山望向維多利亞港，圖下方是香港島的中環、上環和西半山，圖上方是九龍半島
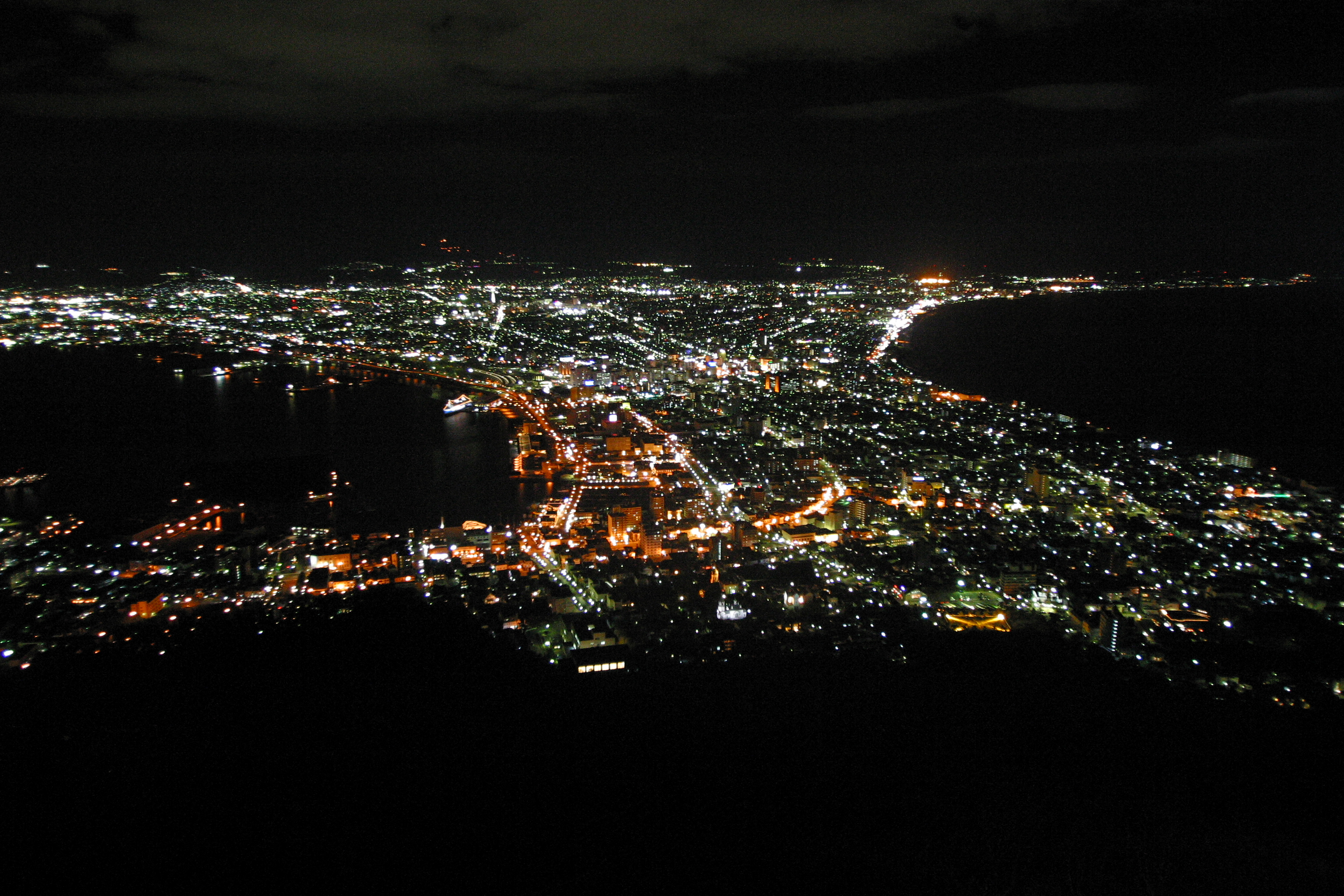
從函館山觀看函館夜景
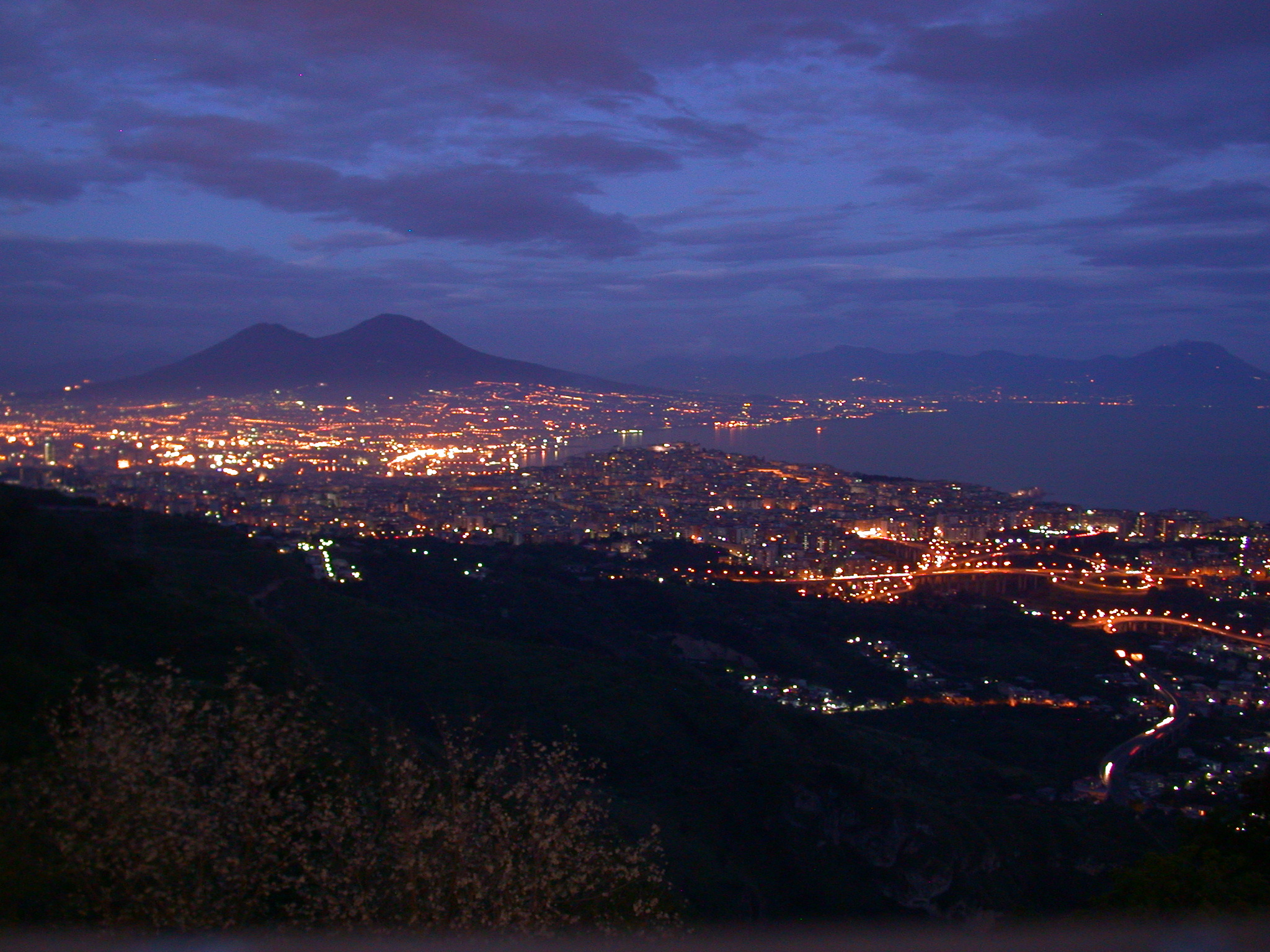
從山顶的嘉玛道理会隐修院觀看那不勒斯夜景
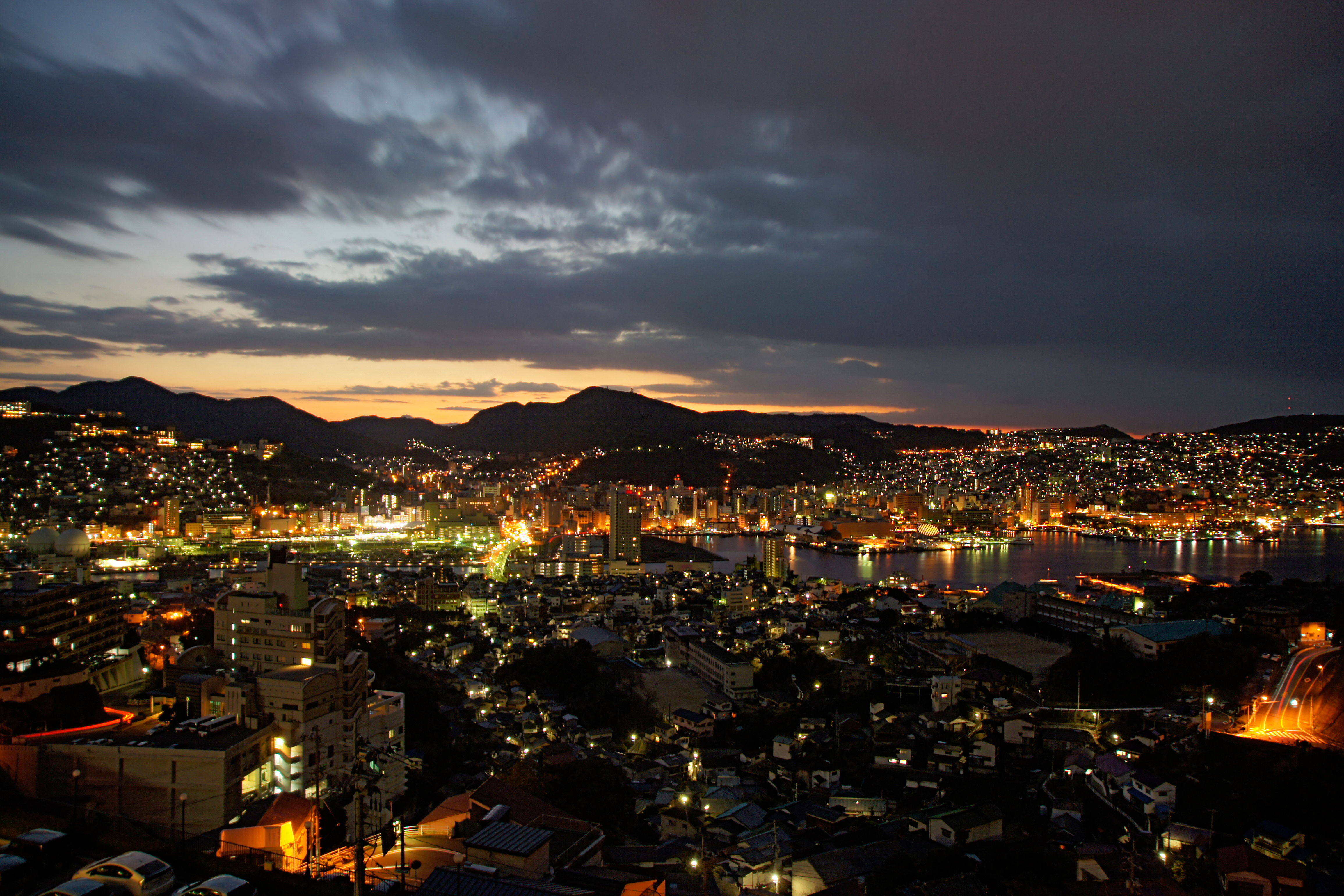
從稻佐山的山腰望向長崎市夜景
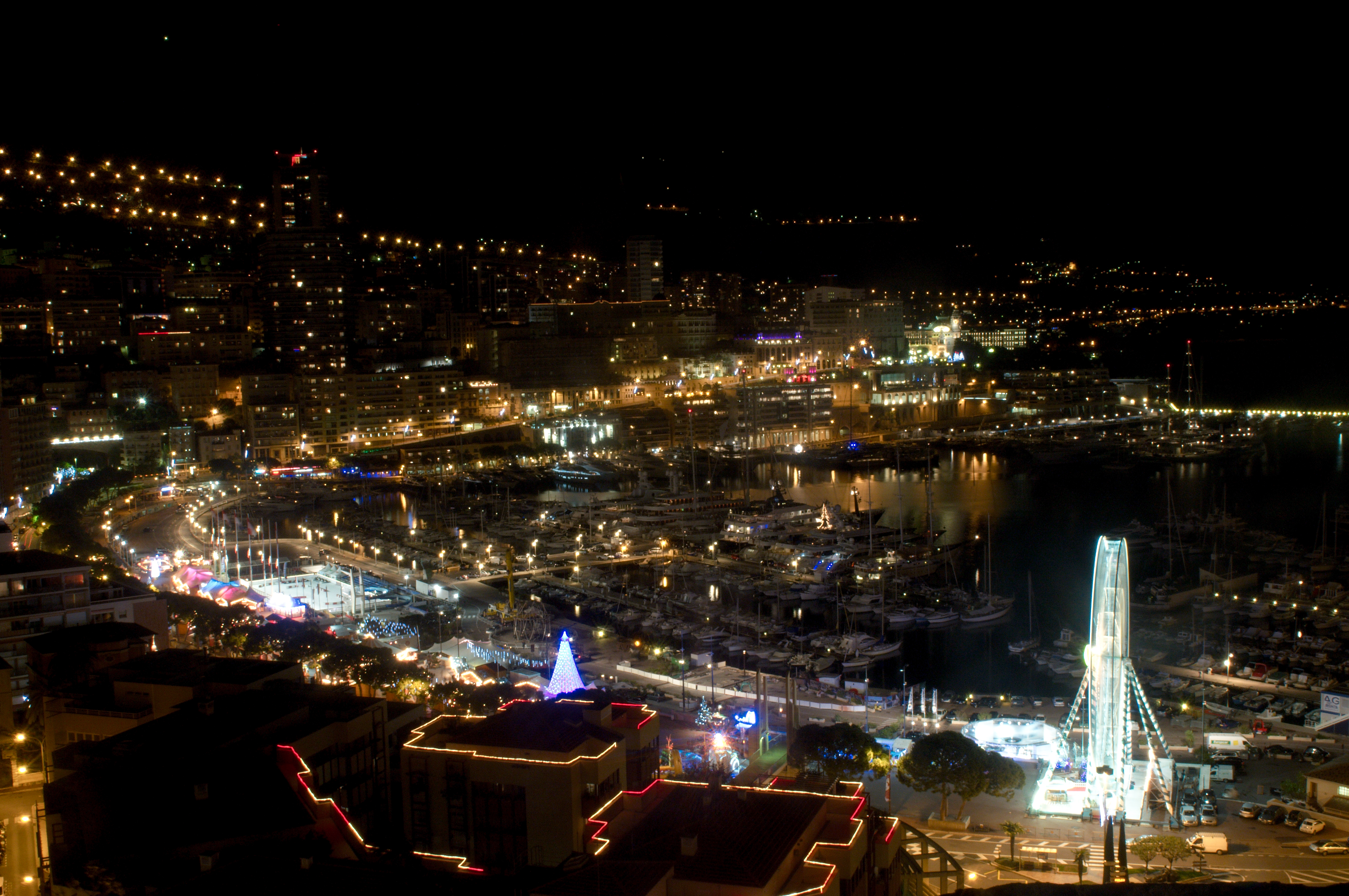
摩納哥第二古老地區－拉康達明，以特別寬大的碼頭和停泊的昂貴遊艇而聞名